# Борсук кая
Борсук кая е защитена местност в България. Намира се в землището на село Христо Даново, област Пловдив.
Защитената местност е с площ 57,3 ha. Обявена е на 16 октомври 2007 г.
В защитената местност се забраняват:
- строителството на сгради и пътища от републиканската пътна мрежа;
- разкриване на кариери, промяна на водния режим и естествения облик на местността;
- лагеруване и палене на огън извън определените места;
- ловуване;
- залесяване с неприсъщи за района дървесни видове.[1]

Разрешават се:
- извеждане на сечи предвидени в горите със специално предназначение;
- провеждане на ловностопански мероприятия;
- паша на домашни животни /без кози/ в определените пасищни площи;
- косене на сено и селскостопанска дейност традиционно провеждана в района.[1]